# 傑森·索羅
傑森·索羅 (英語：Jacen Solo)，又名達斯·凱德斯 
(英語：Darth Caedus)，是星際大戰傳奇裡(舊正史)的虛構角色。原為絕地武士，後墮落成西斯武士。第二次銀河內戰的頭號戰犯。
傑森·索羅是莉亞·歐嘉納與韓·索羅的龍鳳胎之一，姐姐為傑娜·索羅，另有一弟弟安納金·索羅。
傑森天生具有強大原力，並可以與各種生物以心靈彼此溝通。與姐姐度過充滿冒險的快樂童年，並在舅舅路克·天行者的調教下成為了一名優秀的絕地武士。
遇戰瘋戰爭爆發，可怕的外銀河生物遇戰瘋展開侵略銀河系行動，新共和國覆滅。在一次的突襲行動中，弟弟安納金戰死，自己也被俘虜，後運用自己能與生物溝通的能力促使牢獄內的生物電腦反抗之下逃脫。戰爭的第四年，銀河聯盟進攻遇戰瘋的首都直搗黃龍，傑森殺死了這場戰爭的幕後黑手：唯一擁有原力的遇戰瘋人奧尼米(Onimi)，後者控制遇戰瘋最高統帥發動這場戰爭。
遇戰瘋戰爭之後，因弟弟的死內心受創，成為了之後墮落黑暗面的原因之一。
以科瑞利亞星為首的許多星球，因不滿要承擔重建銀河系的重任而欲退出銀河聯盟，銀河聯盟率先發兵想逼迫科瑞利亞放棄抵抗，但一時之間也無法拿下科瑞利亞。傑森在此期間被隱藏的新西斯尊主盧米婭誘惑，墮入黑暗面。柯瑞利亞與獨立出聯盟的星球組成銀河邦聯正式與聯盟展開內戰。傑森擔任聯盟軍的上校，之後上任銀河聯盟的副元首。路克的妻子瑪拉·翠玉知曉傑森遵循了西斯之道，便與其展開生死對決試圖阻止他，傑森在戰鬥中用詭計殺死了瑪拉，並給自己取了西斯稱號「達斯·凱德斯」。新絕地武士團看不下去傑森在戰爭中殘暴的行為，與其盟友組成「絕地聯盟」對抗聯盟軍，而傑森則與銀河帝國元帥結盟。傑森指揮著座艦「安納金索羅」號及聯盟軍對邦聯中一顆星球展開大屠殺。因不滿傑森的跋扈做法，部分的帝國軍閥同聯盟軍從傑森的軍團分裂出去。
絕地聯盟、曼達洛軍團、帝國秘密艦隊、帝國軍和分裂的聯盟政權聯合艦隊向達斯凱德斯的銀河聯盟—帝國聯軍展開決戰，此戰役聯盟方大敗。
之後傑娜·索羅在達斯·凱德斯座艦上擊敗親弟弟，大義滅親處死了他，死前回到光明面。傑森死後不久，第二次銀河內戰以邦聯與聯盟的和平談判而結束。